# Fiera della Musica
In Italia esistono diverse manifestazioni con il nome Fiera della Musica. 

## Fiera della Musica Intrattenimento e Spettacolo
La Fiera della Musica o "Fiera della Musica Intrattenimento e Spettacolo" di San Donà di Piave (Provincia di Venezia). La manifestazione si tiene tutti gli anni a ottobre, è giunta alla sesta edizione e dura quattro giorni. L'evento offre intrattenimento e spettacolo con stand al coperto per esibizioni, dimostrazioni, stages, prova strumenti e spettacoli live. La manifestazione si svolge in un'area attrezzata di
2.500 m² autonomi nell'ambito di un evento fieristico che occupa 25.000 m² di cui 15.000 interamente coperti con una affluenza di circa 20.000 visitatori.

## International Music Festival
La Fiera della Musica o "International Music Festival" di Azzano Decimo (provincia di Pordenone). La manifestazione è stata riconosciuta dal 2009 quale organismo culturale di interesse regionale. Nel 2012 il festival ha ottenuto il riconoscimento di Meraviglia Italiana assegnato dal Forum Nazionale dei Giovani.
La manifestazione era nata nel 2000 per volontà dell'Amministrazione Comunale e del suo ideatore l'Assessore Michele Boria che ne è stato il direttore artistico dal 2000 al 2012. Negli anni Fiera della Musica è cresciuta arrivando ad essere conosciuta in Italia e nei paesi europei (soprattutto Austria e Slovenia), attirando l'attenzione del pubblico musicale e delle riviste musicali specializzate.
Molti sono i nomi famosi che hanno suonato sul palco di Fiera della Musica. Tra gli stranieri, Iggy and the Stooges, Moby, Public Image Ltd, Pulp, Madness, Goran Bregović, Jethro Tull, Devo, Echo & the Bunnymen, Soft Cell, Gang of Four, Mystery Jets. Tra gli italiani, Elio e le Storie Tese, Elisa, Gino Paoli, Francesco De Gregori, Lucio Dalla, i Negramaro, i Negrita, Piero Pelù.
Oltre ai concerti dal vivo la manifestazione ospita anche un concorso per gruppi emergenti e la mostra mercato del disco usato che richiamava collezionisti da tutta l'Europa.

## Fiera della Musica e dello Sport
La Fiera della Musica o "Fiera della Musica e dello Sport" di Prato. La manifestazione si svolge a novembre e dura 6 giorni.
Fra gli artisti che si sono esibiti alla Fiera della Musica di Prato: Piero Pelù, Francesco Guasti, Ylenia Morganti, Giacomo Voli, Giacomo Paci e Tommaso Pini.

## Fiera della Musica di Empoli
La Fiera della Musica o "Fiera della Musica di Empoli": una tre giorni di eventi e di appuntamenti per gli amanti della musica e per chi desidera avvicinarsi per la prima volta ad uno strumento musicale. la manifestazione si svolge a settembre. Fra i tanti artisti che si sono esibiti alla Fiera della Musica di Empoli spiccano i Litfiba.

## Musica in Fiera
Musica in Fiera - Fiera degli Strumenti Musicali e della Musica
Si tiene ogni anno e la prima edizione è tenuta a Novembre 2019 presso il quartiere fieristico della Camera di Commercio di Chieti-Pescara (ex Foro Boario). 
L'evento è Patrocinato dalla Camera di Commercio di Chieti Pescara.

## Fiera Internazionale della Musica
La Fiera della Musica o "Fiera Internazionale della Musica", si tiene ogni anno a metà maggio nel capoluogo ligure.
Nel 2014 la Fiera della Musica di Genova fu visitata da quasi ventimila visitatori. L'evento rappresenta inoltre uno dei più grandi in Europa per la discografiae per la presentazione dei nuovi talenti.
Molti sono i nomi famosi che hanno suonato sui palchi della Fiera della Musica di Genova. 
Fra i tanti Patty Pravo, Tiromancino, Omar Pedrini, Niccolò Fabi, Don Backy, Mariella Nava, i Camaleonti, Bobby Kimball, Michael Baker, Alan Sorrenti, Marco Ferradini, gli Statuto, Roberta Bonanno, Loredana Errore, Luca Colombo, i Jalisse, Andrea Braido, Gem Boy, Fabrizio Casalino, Ivan Cattaneo, Mal dei Primitives, i Delirium, i Buio Pesto, l'Orchestra Bailam, i Tuamadre, Claudia Pastorino, Roberto Tiranti, Giovanni Caccamo, Ermal Meta, Zibba.